# Zyklon-B
Zyklon-B - były norweski zespół blackmetalowy, założony w 1995. Grupę tworzyli m.in. Ihsahn i Samoth z formacji Emperor czy Frost z zespołu Satyricon. Mimo skojarzeń zespołu ze śmiercionośnym gazem cyklonem B, używanym w komorach gazowych podczas Holocaustu, grupa uważa się za apolityczną.

## Dyskografia
- Blood Must be Shed (1995, minialbum)
- Blood Must be Shed / Wraths of Time (1996, split z Swordmaster)
- Necrolust / Total Warfare (1999, split z Mayhem)

## Skład zespołu
- Tomas "Samoth" Haugen - gitara elektryczna, gitara basowa
- Vegard "Ihsahn" Tveitan - keyboard
- Kjetil-Vidar "Frost" Haraldstad - perkusja
- Bjørn "Aldrahn" Gjerde - śpiew